# ماهی یخ‌زده
ماهی یخ زده (به انگلیسی: Frolicking Fish) یک کارتون از مجموعه سمفونی احمقانه محصول دیزنی به کارگردانی است. این اثر در سال ۱۹۳۰ منتشر شد.